# O Último Banho
O Último Banho é uma longa-metragem luso-francesa de ficção realizada por David Bonneville. A ação desenrola-se entre o Douro e o Porto. O filme ganhou os Prémios Sophia de Melhor Filme, Melhor Argumento Original e Melhor Direção Artística nos galardões da Academia Portuguesa de Cinema. O filme venceu ainda o Globo de Ouro para Melhor Atriz de Cinema, (Anabela Moreira) e o Prémio Fundação GDA Novo Talento (Martim Canavarro).
Estreando mundialmente nos Festival de Tóquio e Mostra de São Paulo, obteve nomeação ao Ingmar Bergman Award no Festival de Cinema de Gotemburgo..